# Parafia Świętego Krzyża w New Britain
Parafia Świętego Krzyża w New Britain (ang. Holy Cross Parish) – parafia rzymskokatolicka położona w New Britain, Connecticut, Stany Zjednoczone.
Jest ona jedną z wielu etnicznych, polonijnych parafii rzymskokatolickich w Nowej Anglii z mszą św. w j. polskim dla polskich imigrantów.
Nazwa parafii jest dedykowana Świętemu Krzyżowi.
Ustanowiona 8 kwietnia 1927 roku.

## Historia
Kiedy liczba wiernych w parafii Najświętszego Serca Pana Jezusa w New Britain wzrosła do około 9 000, ruch w celu stworzenia drugiej parafii, sponsorowany przez Towarzystwo Świętej Trójcy doprowadził do powstania nowej parafii 8 kwietnia 1927.
3 listopada 1927 roku, biskup John Joseph Nilan upoważnił ks. Stephen Bartowskiego do zorganizowania parafii Świętego Krzyża. Pierwsza msza św. odbyła się 13 listopada w miejscowej sali zebrań.
29 grudnia 1927 roku ks. Bartkowski rozpoczął budowę nowego kościoła przy Farmington Ave. Rok później ks. Bartkowski odprawił pierwszą mszę św. w nowym drewnianym kościele, który został poświęcony 11 lipca 1927 roku przez biskupa pomocniczego Maurice F. McAuliffe.
W związku z tym, że bardzo dużo Polaków szybko przeszło do nowej parafii, biskup John Joseph Nilan uznał parafię Świętego Krzyża za etniczną, zamiast parafii terytorialnej, jak pierwotnie planowano.
22 września 2019 roku parafię odwiedził prezydent Andrzej Duda.